# The Simpsons (26.ª temporada)
A vigésima sexta temporada de The Simpsons foi exibida no canal FOX nos Estados Unidos de 28 de setembro de 2014 a 17 de maio de 2015. As estrelas convidadas para essa temporada incluem Nick Offerman, David Hyde Pierce, Jeff Ross e Matthew Sweet.
Em 17 de dezembro de 2014, a série completou 25 anos de exibição ininterrupta.

## Produção
Em 4 de outubro de 2013 a vigésima sexta temporada da série foi confirmada pelo diretor de entretenimento da Fox Broadcasting Company, Kevin Reilly, por meio de uma nota oficial: "Por mais de um quarto de século, The Simpsons conquistou os corações e as mentes dos fãs de uma maneira que transcende as idades, línguas e culturas. Esta inovadora série não é apenas a mais longa roteirizada da história da televisão, é uma das maiores comédias de todos os tempos, e eu estou ansioso para mais uma marcante temporada".
Em 28 de outubro de 2014, o produtor executivo Al Jean anunciou que a vigésima sétima temporada da série entrou em produção, e será exibida entre 2015 e 2016 e em abril de 2015 o canal FOX anunciou a renovação da série para uma 28 temporada que seria exibida entre 2016 e 2017.

### Morte de um personagem
No episódio de estreia desta temporada, um dos personagens morreu. O mesmo foi anunciado no início da vigésima quinta temporada da série. De acordo com Al Jean, as possibilidades iniciais para a morte do personagem seriam: Barney Gumble, Krusty, Zelador Willie, Hyman Krustofski, Sideshow Mel e Abe Simpson. Ele ainda descartou a possibilidade de Edna Krabappel, dizendo que não tem nada a ver com a morte da vida real de sua dubladora, Marcia Wallace— que tinha completado seu trabalho de voz para quase toda a temporada anterior.
Em 11 de outubro de 2013, a Entertainment Weekly informou que o personagem havia aparecido no show mais do que duas vezes, e que havia ganhado um Emmy por sua atuação na série. A cena da morte ocorrida é "emocional" e "engraçada", informa a revista. O artigo também alertou que os produtores iriam dar diversas pistas falsas, usando a citação de Al Jean: "Vamos colocar 'para fora' um monte de pistas falsas nos próximos meses, para tentar enganar as pessoas, induzindo-as a assistir a estreia". Ele ainda encerrou dizendo que "vai ser maior do que 'Quem matou JR?', mas não tão grande quanto 'Quem Matou o Sr. Burns?'". Outro indício da morte foi fornecido por Jean, afirmando que o personagem era "fantástico", mas não era visto como "icônico".
Hank Azaria e Kelsey Grammer confirmaram que seus respectivos personagens não iriam morrer.
Na Comic Con de 2014 foi mostrado um vídeo prévio do episódio que mostra Homer com problemas respiratórios, mas ele não irá morrer no episódio. Na exibição original do episódio, foi revelado que o pai do palhaço Krusty, Hyman Krustofski, morreu.

### Crossover com Futurama
Em Julho de 2013 foi anunciado um episódio crossover entre a série e Futurama. Intitulado Simpsorama, foi originalmente planejado para ir ao ar como a season finale da vigésima quinta temporada ou a premiere desta temporada. Depois, foi remarcado para o dia 9 de novembro de 2014.
Em entrevista à Entertainment Weekly sobre o episódio, Matt Groening disse: "Isso foi um muito difícil de negociar, porque eu tinha que falar para mim mesmo." Al Jean acrescentou: "Eles (Futurama) recentemente tinham saído do ar, então pensei que as pessoas realmente amar o episódio, tendo mais uma chance de ver esses personagens. Estamos sempre à procura de coisas que são compatíveis conosco, então pensei, 'Bem, o que é mais compatível? Nós fazermos uma brincadeira, na verdade, sobre as semelhanças entre os looks de Bender e Homer. Exemplo, eles simplesmente apagaram o cabelo de Homer." Jean também afirmou: "Há uma coisa no código de Futurama, onde se você resolvê-lo, ele diz: "Parabéns! Você é um nerd.'"

## Episódios
| Nº | Nº | Título                          | Diretor(es):      | Escritor(es):                  | Exibição original       | Código | Audiência (em milhões) |
| --- | -- | ------------------------------- | ----------------- | ------------------------------ | ----------------------- | ------ | ---------------------- |
| 553 | 1  | "Clown in the Dumps"            | Steven Dean Moore | Joel H. Cohen                  | 28 de Setembro de 2014  | SABF20 | 8,53                   |
| O palhaço Krusty se aposenta após ser ofendido por um comediante da TV a Cabo, enquanto Lisa cuida da saúde de Homer, que luta para não morrer com uma máscara própria para dormir. O pai do palhaço morre. Convidados: Kelsey Grammer, Don Hertzfeldt, Maurice LaMarche, Jackie Mason, David Hyde Pierce, Jeff Ross e Sarah Silverman. |    |                                 |                   |                                |                         |        |                        |
| 554 | 2  | "The Wreck of the Relationship" | Chuck Sheetz      | Jeff Westbrook                 | 5 de Outubro de 2014    | SABF17 | 4,27                   |
| Homer e Bart tentam resolver alguns conflitos entre pai e filho em alto mar. Marge teve que elaborar uma equipe de futebol para Homer, apesar de não saber nada do esporte. Convidados: Nick Offerman e Jane Fonda |    |                                 |                   |                                |                         |        |                        |
| 555 | 3  | "Super Franchise Me"            | Mark Kirkland     | Bill Odenkirk                  | 12 de Outubro de 2014   | SABF19 | 7,33                   |
| Marge abre uma franquia de fast-food depois que seus sanduíches tornaram-se um enorme sucesso na Escola Primária de Springfield. Mas, no decorrer do dia-a-dia na loja a situação fica difícil, especialmente quando a mesma franquia abre outra localização em frente a da lanchonete de Marge. |    |                                 |                   |                                |                         |        |                        |
| 556 | 4  | "Treehouse of Horror XXV"       | Matthew Faughnan  | Stephanie Gillis               | 19 de Outubro de 2014   | SABF21 | 7,76                   |
| School in Hell: Bart e Lisa são transportados para um universo alternativo cheio de demônios após Bart ler um conjunto de símbolos aramaicos que ele encontra embaixo de uma mesa. A Clockwork Yellow: A gangue de estilos do Moe é interrompida quando Dum(Homer) se apaixona por uma garota(Marge), que faz com que ele desista da vida de vândalo. The Others: Os Simpsons são assombrados por uma família de fantasmas que são seus rostos anteriores, na época do The Tracey Ullman Show. Convidados: John Ratzenberger e Biz Markie |    |                                 |                   |                                |                         |        |                        |
| 557 | 5  | "Opposites A-frack"             | Matthew Nastuk    | Valentina L. Garza             | 2 de Novembro de 2014   | SABF22 | 4,24                   |
| Lisa traz a deputada Maxine Lombard para pôr fim a uma operação para acabar com a oposição comandada pelo Sr. Burns, mas é surpreendida quando os dois adversários políticos encontram-se atraídos um pelo outro. Convidados: Jane Fonda e Robert Siegel. |    |                                 |                   |                                |                         |        |                        |
| 558 | 6  | "Simpsorama"                    | Bob Anderson      | J. Stewart Burns               | 9 de Novembro de 2014   | SABF16 | 6,70                   |
| No episódio crossover com Futurama, os Simpsons atendem a tripulação da nave Planet Express quando Bender tenta matar Bart, a fim de evitar que o futuro tenha um olhar ruim. Convidados: Billy West, John DiMaggio, Katey Sagal, Phil LaMarr, Lauren Tom e Maurice LaMarche |    |                                 |                   |                                |                         |        |                        |
| 559 | 7  | "Blazed and Confused"           | Rob Oliver        | Carolyn Omine e William Wright | 16 de Novembro de 2014  | TABF01 | 6,70                   |
| Bart monta um esquema para derrubar seu novo professor do quarto ano, Sr. Lassen, que é um terrível tirano. Enquanto isso, os Simpsons vão ao Burning Man. Convidados: Willem Dafoe, Kelsey Grammer e David Silverman. |    |                                 |                   |                                |                         |        |                        |
| 560 | 8  | "Covercraft"                    | Steven Dean Moore | Matt Selman                    | 23 de Novembro de 2014  | TABF02 | 3,45                   |
| Homer tem uma crise de meia idade após o bar do Moe fechar e Moe fazer uma viagem com o rei Toot, e forma uma banda com alguns papais de Springfield. A banda recebe o nome de "Covercraft". Apesar do modesto sucesso inicial da banda, Apu torna-se uma estrela e "rouba" o show, saindo da banda. O episódio é marcado pela primeira aparição da família de Sideshow Mel Convidados: Sammy Hagar e Will Forte. |    |                                 |                   |                                |                         |        |                        |
| 561 | 9  | "I Won't Be Home for Christmas" | Mark Kirkland     | Al Jean                        | 7 de Dezembro de 2014   | TABF03 | 6,52                   |
| Marge expulsa Homer de casa depois que Moe convence-o a ficar em seu bar durante toda a noite da véspera de Natal. Deprimido, Homer toma uma caminhada solitária através de Springfield, em vez de estar com sua família. |    |                                 |                   |                                |                         |        |                        |
| 562 | 10 | "The Man Who Came to Be Dinner" | David Silverman   | Al Jean e David Mirkin         | 4 de Janeiro de 2015    | RABF15 | 10,62                  |
| Os Simpsons vão para um parque de diversões onde as linhas para os passeios são terríveis, com exceção de um foguete chamado "Journey to Your Future" que os leva a Rigel 7, o planeta natal de Kang e Kodos,onde os habitantes tentam comer Homer em um fondue gigante. |    |                                 |                   |                                |                         |        |                        |
| 563 | 11 | "Bart's New Friend"             | Bob Anderson      | Judd Apatow                    | 11 de Janeiro de 2015   | TABF05 | 4,28                   |
| Homer vai a um hipnotizador e lhe é dada a mentalidade de um menino de dez anos de idade. O hipnotizador morre, deixando Homer preso na mente de uma criança. Ele começa a se relacionar com Bart, enquanto neste estado, se recusa a voltar para as responsabilidades da vida adulta. O episódio foi escrito por Judd Apatow em 1990 e refeito para ir ao ar nesta temporada. Convidado: Stacy Keach. |    |                                 |                   |                                |                         |        |                        |
| 564 | 12 | "The Musk Who Fell to Earth"    | Matthew Nastuk    | Neil Campbell                  | 25 de Janeiro de 2015   | TABF04 | 3,29                   |
| Quando o inventor Elon Musk pisa em Springfield, ele e Homer se tornam amigos e revolucionam a usina nuclear da cidade. Mas quando Musk vai ao mar e o Sr. Burns quer que ele saia fora da cidade, Homer precisa descobrir uma maneira de romper as relações com ele. Convidado: Elon Musk |    |                                 |                   |                                |                         |        |                        |
| 565 | 13 | "Walking Big & Tall"            | Chris Clements    | Michael Price                  | 8 de Fevereiro de 2015  | TABF06 | 2,78                   |
| Quando Lisa descobre que o hino da cidade de Springfield foi plagiado de outra cidade, ela escreve uma substituição. Enquanto isso, Homer aprende o significado de "Wide Pride". Convidados: Kevin Michael Richardson e Pharrell Williams. |    |                                 |                   |                                |                         |        |                        |
| 566 | 14 | "My Fare Lady"                  | Michael Polcino   | Marc Wilmore                   | 15 de Fevereiro de 2015 | TABF07 | 2,67                   |
| Marge se torna uma motorista depois de se cansar de ser chofer de seus próprios filhos ao redor. Enquanto isso, Moe se torna zelador da Usina Nuclear. Convidados: Christopher Lloyd e Rich Sommer. |    |                                 |                   |                                |                         |        |                        |
| 567 | 15 | "The Princess Guide"            | Timothy Bailey    | Brian Kelley                   | 1 de Março de 2015      | TABF08 | 3,93                   |
| Uma princesa nigeriana chamada Kemi vai de Springfield. Como seu pai tem a intenção de fechar um acordo de urânio com o Sr. Burns, e Homer é escolhido para protegê-la, Moe, que recentemente perdeu seu dinheiro para um príncipe nigeriano, acredita que Kemi deve estar relacionada com isso, mas logo começa a cair de amor por ela. Convidados: Richard Branson, Yaya DaCosta e Jon Lovitz e Kevin Michael Richardson. |    |                                 |                   |                                |                         |        |                        |
| 568 | 16 | "Sky Police"                    | Rob Oliver        | Matt Selman                    | 8 de Março de 2015      | TABF09 | 3,79                   |
| O Chefe Wiggum recebe um jet ski, que ele usa para combater o crime. No entanto, depois que ele trava-o dentro da igreja, Marge leva o resto da congregação da cidade de Springfield a uma tentativa de reconstruir a igreja da cidade. Convidado: Nathan Fielder. |    |                                 |                   |                                |                         |        |                        |
| 569 | 17 | "Waiting for Duffman"           | Steven Dean Moore | John Frink                     | 15 de Março de 2015     | TABF10 | 3,59                   |
| Quando o Duffman sofre uma substituição por fazer uma cirurgia e se aposentar, a cervejaria Duff estabelece um reality show de competição para encontrar o seu substituto. Homer ganha a competição, e como o trabalho exige que ele fique sóbrio, ele descobre que a cerveja não é tão necessária como ele pensou por um bom tempo. Convidados: Cat Deeley, R. Lee Ermey e Stacy Keach |    |                                 |                   |                                |                         |        |                        |
| 570 | 18 | "Peeping Mom"                   | Mark Kirkland     | John Frink                     | 19 de Abril de 2015     | TABF11 | 3,23                   |
| Bart é suspeito de estar envolvido em um acidente de trator, assim Marge decide segui-lo em todos os lugares, até que ele confessa. Enquanto isso, Homer ignora o Ajudante de Papai Noel quando Flanders ganha um novo cão. |    |                                 |                   |                                |                         |        |                        |
| 571 | 19 | "The Kids Are All Fight"        | Bob Anderson      | Rob LaZebnik                   | 26 de Abril de 2015     | TABF12 | 3,33                   |
| Homer encontra uma fita de vídeo antiga, e é apresentado um Bart com quatro anos de idade e uma Lisa com dois anos de idade, mostrando a rivalidade entre os irmãos. |    |                                 |                   |                                |                         |        |                        |
| 572 | 20 | "Let's Go Fly a Coot"           | Chris Clements    | Jeff Westbrook                 | 3 de Maio de 2015       | TABF13 | 3,12                   |
| Bart começa a fumar para impressionar a prima de Milhouse Annika. Enquanto isso, os demais membros da família aprendem sobre os dias de Abe na Força Aérea dos Estados Unidos. Convidada: Carice van Houten como Annika Van Houten. |    |                                 |                   |                                |                         |        |                        |
| 573 | 21 | "Bull-E"                        | Lance Kramer      | Tim Long                       | 10 de Maio de 2015      | TABF15 | 2,77                   |
| Após Bart ficar intimidado na escola de dança, Marge convence a cidade a aplicar a legislação anti-bullying. Homer então é preso e enviado para a reabilitação para praticantes de bullying administrada por Ned Flanders, apenas para, posteriormente, deixar a clínica de reabilitação como um herói. Convidados: Albert Brooks como Dr. Raufbold e Johnny Mathis interpretando a si mesmo. |    |                                 |                   |                                |                         |        |                        |
| 574 | 22 | "Mathlete's Feat"               | Michael Polcino   | Michael Price                  | 17 de Maio de 2015      | TABF16 | 2,82                   |
| Após a escola entrar em colapso devido a modernização técnica, Lisa passa a fazer parte de uma equipe de Matemática. |    |                                 |                   |                                |                         |        |                        |